# Çaylı (Göygöl)
Çaylı è un comune dell'Azerbaigian situato nel distretto di Göygöl. Conta una popolazione di 875 abitanti.